# Middle East Airlines
A Middle East Airlines Air Liban SAL (em árabe: طيران الشرق الأوسط الخطوط الجوية اللبنانية), operante como Middle East Airlines (MEA; "Linhas Aéreas do Oriente Médio", em inglês), é a empresa aérea nacional do Líbano, com sede em Beirute. Opera voos internacionais no Oriente Médio, Europa e África a partir do Aeroporto Internacional Rafic Hariri.
A MEA é faz parte da Arab Air Carriers Organization (AACO) e da International Air Transport Association (IATA). A companhia demonstrou o seu interesse em se tornar um membro associado da SkyTeam Alliance no início de 2006, numa coletiva de imprensa em Nova Iorque, e o processo deve terminar em 2008.

## Frota

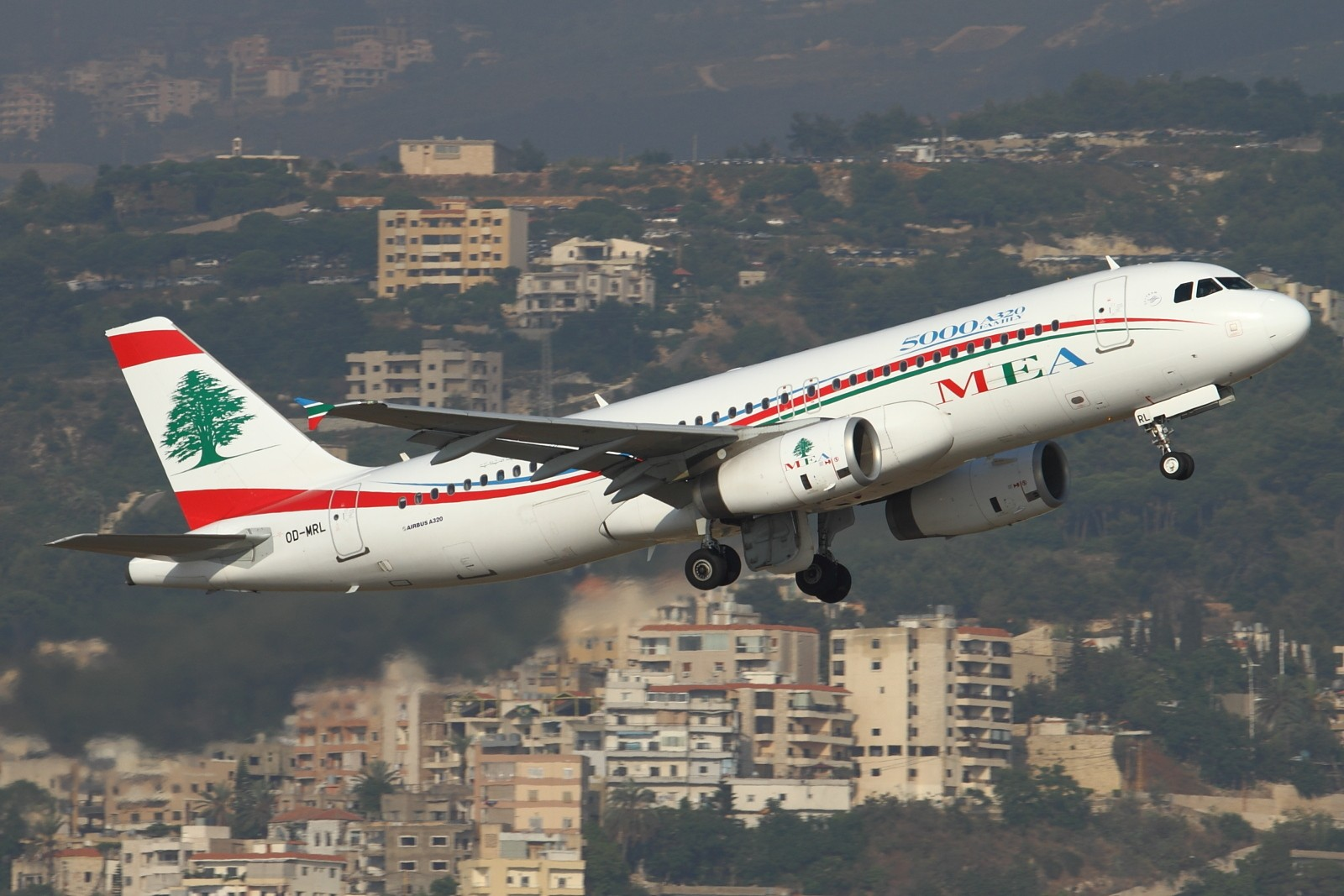
Airbus A320 da MEA.

A frota da Middle East Airlines, em Outubro de 2019, consiste nas seguintes aeronaves:
| Modelo             | Unidades em Serviço | Pedidos | Observações                                          |
| ------------------ | ------------------- | ------- | ---------------------------------------------------- |
| Airbus A320-200    | 13                  | —       |                                                      |
| Airbus A321neo     | —                   | 11      | Entregas originalmente estimadas entre 2020 e 2021   |
| Airbus A321XLR     | —                   | 4       | Cliente de lançamento, entregas estimadas para 2023. |
| Airbus A330-200    | 5                   | —       |                                                      |
| Airbus A330-900neo | —                   | 4       | Entregas estimadas para 2021                         |
| Embraer Legacy 500 | 2                   | —       | Operadas pela subsidiária Cedar Executive            |
| Total              | 20                  | 19      |                                                      |